# Rudolf Diesel
Rudolf Christian Karl Diesel (Párizs, 1858. március 18. – La Manche, 1913. szeptember 30.) német mérnök, a róla elnevezett öngyulladó belsőégésű motor (dízelmotor) feltalálója.

## Életrajz
Rudolf Diesel Párizsban született, szülei bajor bevándorlók voltak. Apja bőrcikkeket készített, anyja angoltanárnő volt. Rudolf iskoláit Párizsban kezdte. A család szerette volna felvenni a francia állampolgárságot, de 1870-ben a porosz–francia háború kitörése miatt el kellett hagyniuk Franciaországot. Londonba költöztek, ám Rudolfot rövidesen Augsburgba küldték unokatestvéréhez, hogy ott folytassa tanulmányait. Rudolf elhatározta, hogy szülei kívánsága ellenére gépészmérnök lesz. (Szüleihez írt leveleit az augsburgi M.A.N. gyár archívuma megőrizte.) 1875-ben, 17 évesen, két évvel a szokásos iskolai beiratkozási kor előtt ösztöndíjjal vették fel a főiskolára (Technische Hochschule München), ahol francia és angol nyelvtanítással tartotta el magát, 1880-ban kitűnő  eredménnyel végzett, az iskola addigi legjobb diákjaként.
Egyetemi tanárától ajánlólevelet kapott a Maschinenfabrik Augsburg Nürnberg (M.A.N.) és a winterthuri Sulzer Fivérek (Gebrüder Sulzer) céghez. A két cég közös irodát nyitott Párizsban, és az ifjú Rudolf hamarosan az iroda igazgatója lett.
Ebben az időben a kishatásfokú és nagyméretű gőzmotort használták, Diesel hamar felismerte egy hatékony, önálló kis méretű erőgép szükségességét. Franciaországban egy ammóniával működő zárt ciklusú motoron dolgozott eredménytelenül, így amikor Berlinbe helyezték, hogy ott folytassa munkáját, irányt változtatott, és a Carnot-körfolyamaton alapuló öngyújtó motort kezdte tanulmányozni. Első terve szerint szénport fecskendezett be egy henger 200 atmoszférára összenyomott légterébe, de a végcélja az volt, hogy a nyomás által felhevített légtérbe fecskendezett nehéz kerozin minden szikra nélkül, magától gyulladjon meg.
A munkát a M.A.N. cég finanszírozta. Próbálkozásai sikeresnek bizonyultak, amikor 1897-ben Sulzer elkezdte Diesel motorjának gyártását. Hamarosan gazdag ember lett, de a pénzét gyorsan elvesztette, mert rosszul gazdálkodott vele. Nem szabadalmaztatta az alapvető eljárást és többi szabadalmát is eladta, hogy legyen miből megélnie. Folytatta a motortervezést és előadásokat is tartott Európában és Amerikában. Világosan felismerte a növényi olajok üzemanyagként való használatának lehetőségét.
1913-ban Angliába hívták. Egy Carel nevű belga gyáros már elkezdte Diesel engedélyével Belgiumban a Diesel által tervezett motorok gyártását, majd részt vett egy új, angliai cég alakításában is Consolidated Diesel Engine Manufacturers Ltd néven; egy vadonatúj üzem is kész volt már Ipswichben. Diesel a Carels gyár igazgatója és főmérnöke társaságában utazott. Az ipswichi gyárat és Londonban a Rover autócéget akarták meglátogatni. Amikor azonban az Antwerpen és Harwich között járó éjszakai hajó Angliába érkezett, Diesel nem volt rajta. Néhány nappal később halászták ki holttestét a tengerből.
A következő cégek kaptak gyártási engedélyt Dieseltől a halála előtt: Burmeister & Wain, Deutz, Mirlees, AB Diesels Motorer (ma: Atlas Copco), Stork-Werkspoor, Sulzer, American Diesel Engine Company, St Louis.

## Munkássága
Rudolf Diesel belsőégésű motorjára 1892. február 23-án kapott szabadalmat. Ez a szabadalom a gáztörvényeken alapult levegősűrítéssel működő, tehát gyújtógyertya nélküli (öngyulladásos), belsőégésű motorokat írta le. 1893-ban közzétette elméleti munkáját a hőerőgépekről. A működő prototípust az augsburgi MAN cég készítette el. A motort eredetileg „olajmotornak” nevezték, mivel általában dízelgázolajat használ fel. A Diesel-motor – tökéletesített formában – máig is népszerű, főleg kis fogyasztása miatt.

## Halála
Diesel élete tragikusan végződött: 1913. szeptember 30-án éjszaka eltűnt az SS Dresden gőzhajó fedélzetéről. Néhány nappal később halászták ki a holttestét a tengerből, de azt a rátaláló tengerészek – a kor szokásai szerint – visszadobták a tengerbe; ezután már sohasem találták meg, csak a fiai azonosították néhány holmiját.
Halála körülményeit nem lehetett biztosra megállapítani. Egyesek szerint öngyilkosságot követett el, mert elszegényedett, de egy jelentés szerint tökéletesen jó hangulatban volt, amikor az előző este a kabinjába tért. Mások szerint valószínűleg a német titkosszolgálat gyilkoltatta meg, mivel Diesel szabadon és nemzetközileg akarta találmányait terjeszteni, és meg kellett akadályozni, hogy ezen szabadalmak (közvetlenül az első világháború kitörése előtt) a potenciális ellenség kezébe kerüljenek. Egy további elmélet szerint a kőolajcégeknek volt köze Diesel halálához, mivel Diesel növényi olajok használatát hangoztatta, ami az olajcégek érdekei helyett a mezőgazdaság érdekeit szolgálta. Diesel családja meg volt győződve arról, hogy Rudolfot valaki a hajóról lelökte, hogy szabadalmait ellophassa.
A németek félelme attól, hogy a Diesel által tervezett motorokat ellenük is fel lehet majd használni, nem volt alaptalan, mert az első világháború kitörése után az ipswichi gyárban brit tengeralattjáró-motorok is készültek. Ha azonban az olajvállalatok a növényolaj konkurenciájától tartottak, annak egyelőre semmi alapja sem volt, mert a dízelmotorok a mai napig iparilag csaknem kizárólag kőolajtermékekkel működnek (kátrányolajtermékekkel sokkal kisebb mennyiségben, de a Diesel-motor különböző változatait kísérletileg már sokféle üzemanyaggal kipróbálták).

## Szabadalmai
- 608845(US)

1. ↑  http://www.fi.edu/winners/show_results.faw?gs=&ln=&fn=&keyword=&subject=&award=CRESS&sy=&ey=&max=300&name=Submit
2. ↑  National Inventors Hall of Fame